# فرودگاه دیوید وین هوکس ممریال
فرودگاه دیوید وین هوکس ممریال (به انگلیسی: David Wayne Hooks Memorial Airport) یک فرودگاه همگانی-، خصوصیly owned بهره‌برداری هوایی با کد یاتا DWH است که یک باند فرود آسفالت دارد و طول باند آن ۲۱۳۶ متر است. این فرودگاه در شهر تامبال، تگزاس کشور ایالات متحده آمریکا قرار دارد و در ارتفاع ۴۶ متری از سطح دریا واقع شده‌است.